# سن مارتینو دی فینیتا
سن مارتینو دی فینیتا (به ایتالیایی: San Martino di Finita) یک کومونه در ایتالیا است که در استان کزنتزا واقع شده‌است.

## خصوصیات
سن مارتینو دی فینیتا ۲۳ کیلومترمربع مساحت و ۱٬۱۷۷ نفر جمعیت دارد و ۵۵۰ متر بالاتر از سطح دریا واقع شده‌است.